# Стоян Чупич
Стоян Чупич (на сръбски: Stojan Čupić) (ок.1675 - 1815) е сръбски войвода, действал в областта Мачва. Участник в Първото сръбско въстание между 1804 и 1813 г.
Роден в областта Пива в Херцеговинския санджак, с рождено име Добрилович, той отраства в село Салаш Църнобарски в Мачва (Смедеревски санджак). Отглежда го дядо му Тодор, след смъртта на родителите му. Дядо му някога бил старейшина на родното му село в Пива, но се премества да живее в сръбските земи затова там и били отгледани Стоян и трите му по-големи сестри, когато останали сираци. По някое време Стоян бил осиновен от един богат човек без деца на име Страхиня Чупич, който го отгледал като собствено дете, след време му намерил жена и му оставил наследство. Самият Стоян става търговец.
През 1804 г. той се свързва с Карагеорги Петрович и от следващата година започва да събира собствена чета. Със своите четници действа в Мачва по поречието на река Дрина, където изкопават траншеи, блокират пътищата и причакват преминаващите турци. На 13 август 1806 г. участва заедно с военните сили на Карагеорги Петрович в една от най-големите битки в Първото сръбско въстание с турците в полето край град Мишар.
Взима участие и в продължилата два дни битка при град Лозница на 17 и 18 октомври 1810 г.
През 1815 г. е убит от турците.